# Рокланд
Рокланд (на английски: Rockland) е град в окръг Пауър, щата Айдахо, САЩ. Рокланд е с население от 316 жители (2000) и обща площ от 0,8 km². Намира се на 1417 m надморска височина. ЗИП кодът му е 83271, а телефонният му код е 208.